# Jose Vera
Jose O. Vera (Pandan, 18 november 1888 - 15 augustus 1956) was een Filipijns politicus. 

## Biografie
Jose Vera werd geboren op 18 november 1888 in Pandan in Catanduanes, toen nog een subprovincie van Albay. Zijn ouders waren Gregorio Vera en Estefania Olfindo. Hij behaalde een Bachelor of Arts aan het Colegio de San Juan de Letran. Aansluitend studeerde De Vera rechten aan de Escuela de Derecho. In 1913 behaalde hij zijn bachelor-diploma rechten en slaagde hij tevens met het op een na beste resultaat voor het toelatingsexamen van de Filipijnse balie. Na zijn afstuderen opende hij zijn eigen advocatenpraktijk
In 1916 werd De Vera namens het 2e kiesdistrict van Albay gekozen in het Filipijns Huis van Afgevaardigden. Nadien werd De Vera gekozen tot gouverneur van Albay voor een termijn van 1922 tot 1925. Bij de verkiezingen van 1925 werd hij namens het 6e Senaatsdistrict gekozen in de Senaat van de Filipijnen. In 1928, 1931 en 1934 werd De Vera herkozen. Na de ratificatie van de Filipijnse Grondwet in 1935 werden de Senaat en het Huis van Afgevaardigden opgeheven en vervangen door een eenkamerig Nationaal Assemblee van de Filipijnen. De Vera's termijn in de Senaat eindigde hierdoor voortijdig in 1935. 
In 1936 werd De Vera benoemd tot rechter van het Court of First Instance. Het haar erna werd hij ook actief in de Filipijnse filmwereld. Samen met enkele vriende begon hij Sampaguita Pictures, dat zou uitgroeien tot een van de grote Filipijnse filmstudio's. Na de oorlog deed De Vera bij eerste verkiezingen nadat de Filipijnen onafhankelijk werden opnieuw mee aan de Senaatsverkiezingen. Hij eindigde daarbij op de 13e plek, voldoende voor een zetel in de Senaat met een termijn tot 1949. In 1949 slaagde hij er niet in om herkozen te worden.
Vera overleed in 1956 op 67-jarige leeftijd. Hij was getrouwd met Dolores Honrado en kreeg met haar twee kinderen. Zijn dochter Azucena Vera-Perez was tot haar dood in 2014 op 96-jarige leeftijd president van Sampaguita Pictures. Haar dochter en De Vera's kleindochter is afgevaardigde Gina de Venecia, de vrouw van voormalig voorzitter van het Filipijns Huis van Afgevaardigden Jose de Venecia jr.